# Cameron Douglas

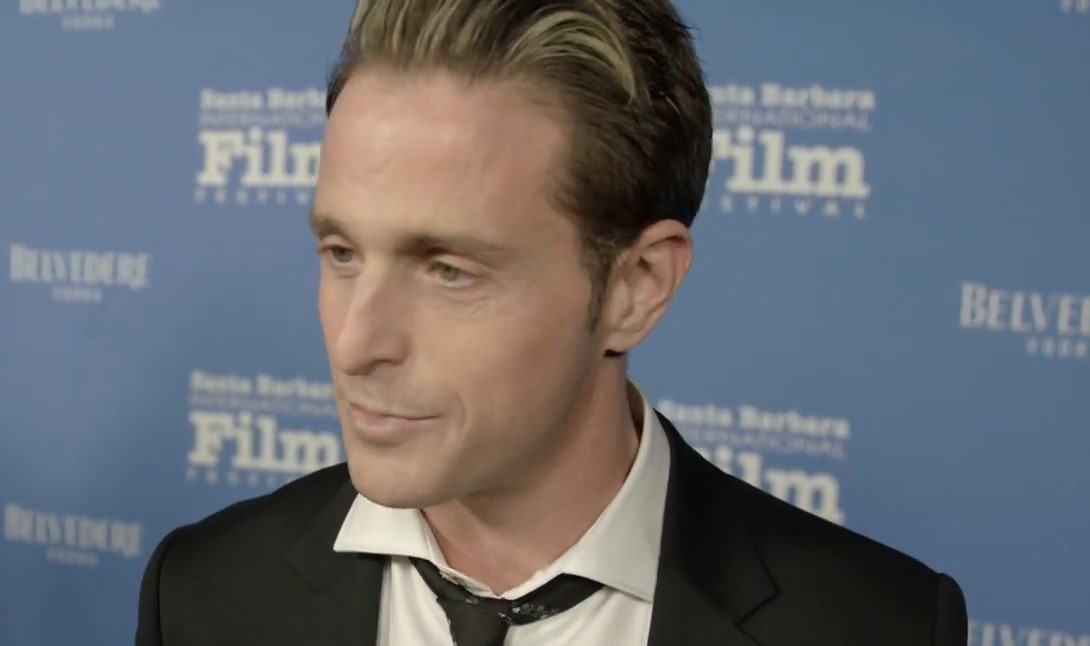
Cameron Douglas (2019)

Cameron Morrell Douglas (* 13. Dezember 1978 in Santa Barbara, Kalifornien) ist ein US-amerikanischer Schauspieler.

## Leben und Werk
Douglas ist ein Sohn des Schauspielers und Filmproduzenten Michael Douglas und Diandra Morrell Douglas sowie ein Enkel des Schauspielers Kirk Douglas und der Schauspielerin Diana Dill.
Die bisher wichtigsten Stationen von Douglas’ Karriere sind die Filme Mr. Nice Guy (1997), Es bleibt in der Familie (2003), National Lampoon’s Adam & Eve (Regie Jeff Kanew, 2005) und Loaded (2008). In Es bleibt in der Familie spielt er gemeinsam mit seinem Vater sowie mit seinen Großeltern Kirk Douglas und Diana Dill.

## Drogenskandal
Douglas ist mindestens zweimal im Zusammenhang mit Drogen verhaftet worden. 2007 wurde er des illegalen Besitzes eines Betäubungsmittels beschuldigt, nachdem Polizisten in einem Auto, in dem er saß, eine Spritze mit flüssigem Kokain gefunden hatten. Am 28. Juli 2009 wurde er durch die Drogenbekämpfungsbehörde wegen des Besitzes von 230 Gramm Methamphetamin verhaftet. Er wurde wegen der großen Menge der beschlagnahmten Droge beschuldigt, er habe diese weitergeben wollen.
Am 27. Januar 2010 bekannte Douglas sich schuldig, bei der Verbreitung von Suchtmitteln mitgewirkt und Heroin besessen zu haben, nachdem seine Freundin versucht hatte, ihm in einer elektrischen Zahnbürste Heroin zukommen zu lassen, während er unter Hausarrest stand. Am 20. April 2010 wurde Douglas zu fünf Jahren Haft verurteilt. Am 22. Dezember 2011 wurde er zu zusätzlichen viereinhalb Jahren Haft verurteilt, weil er im Gefängnis wiederholt versuchte, an Drogen zu kommen. Dabei bat er sogar seine Anwältin, ihm Drogen ins Gefängnis zu schmuggeln. Im Juli 2016 wurde er nach fast sieben Jahren Haft aus dem Gefängnis entlassen.

## Filmografie (Auswahl)
- 1997: Mr. Nice Guy (Yatgo ho yan)
- 2003: Es bleibt in der Familie (It Runs in the Family)
- 2005: National Lampoon’s Adam & Eve
- 2008: Loaded
- 2009: The Perfect Beat
- 2019: Dead Layer
- 2021: The Runner
- 2022: Wire Room

## Autobiografie
- Long Way Home. New York 2019, ISBN 978-0-525-52083-2.

## Weblink
- Cameron Douglas bei IMDb